# Maciejew
Maciejew (prononciation : [maˈt͡ɕejɛf]) est un village polonais de la gmina de Rozdrażew dans le powiat de Krotoszyn de la voïvodie de Grande-Pologne dans le centre-ouest de la Pologne.
Il se situe à environ 3 kilomètres à l'est de Rozdrażew (siège de la gmina), à 15 kilomètres au nord-est de Krotoszyn (siège du powiat) et à 81 kilomètres au sud-est de Poznań (capitale régionale).

## Histoire
De 1815 à 1919, Maciejewo fait partie de l'arrondissement de Krotoschin dans la province de Posnanie.
De 1975 à 1998, le village faisait partie du territoire de la voïvodie de Kalisz.

Depuis 1999, Maciejew est situé dans la voïvodie de Grande-Pologne.